# Museo Kelvingrove

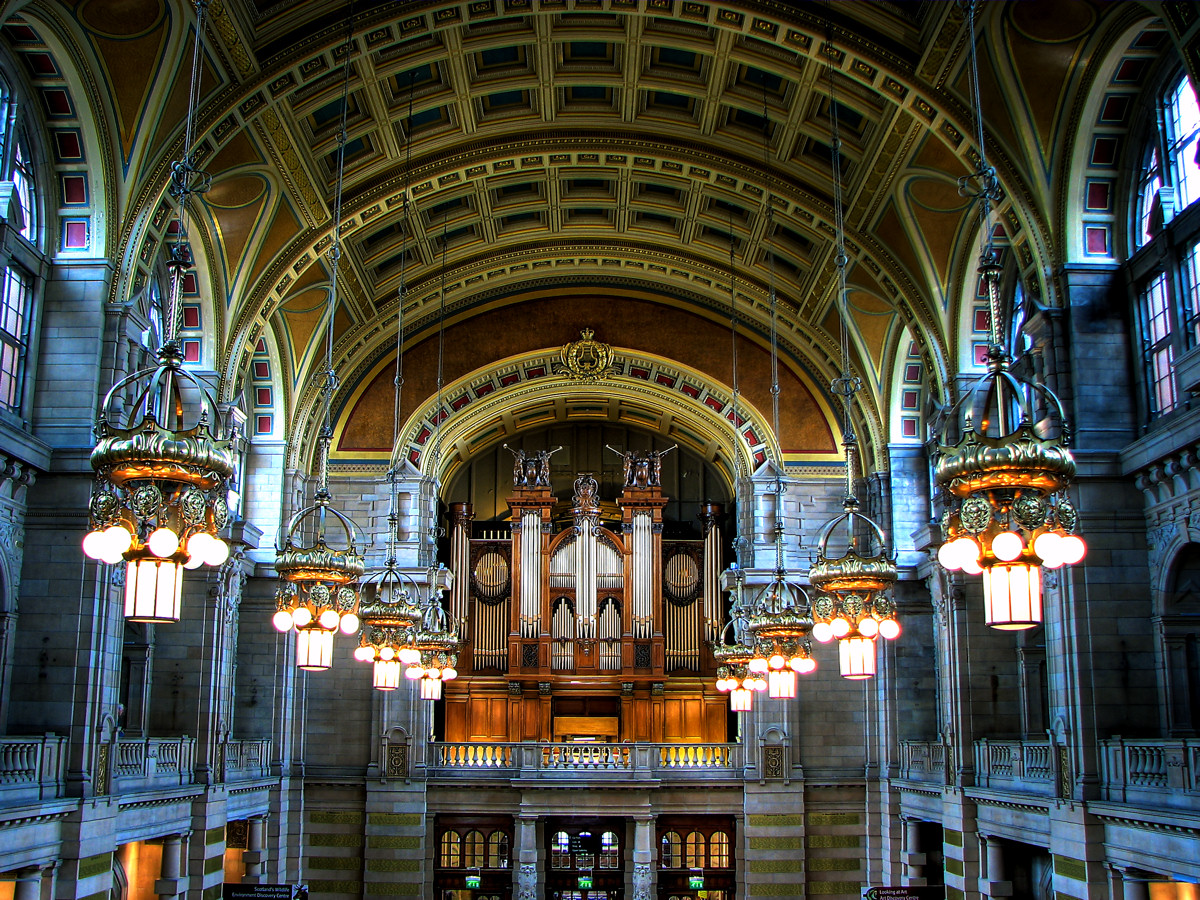
El órgano en la sala principal del museo.

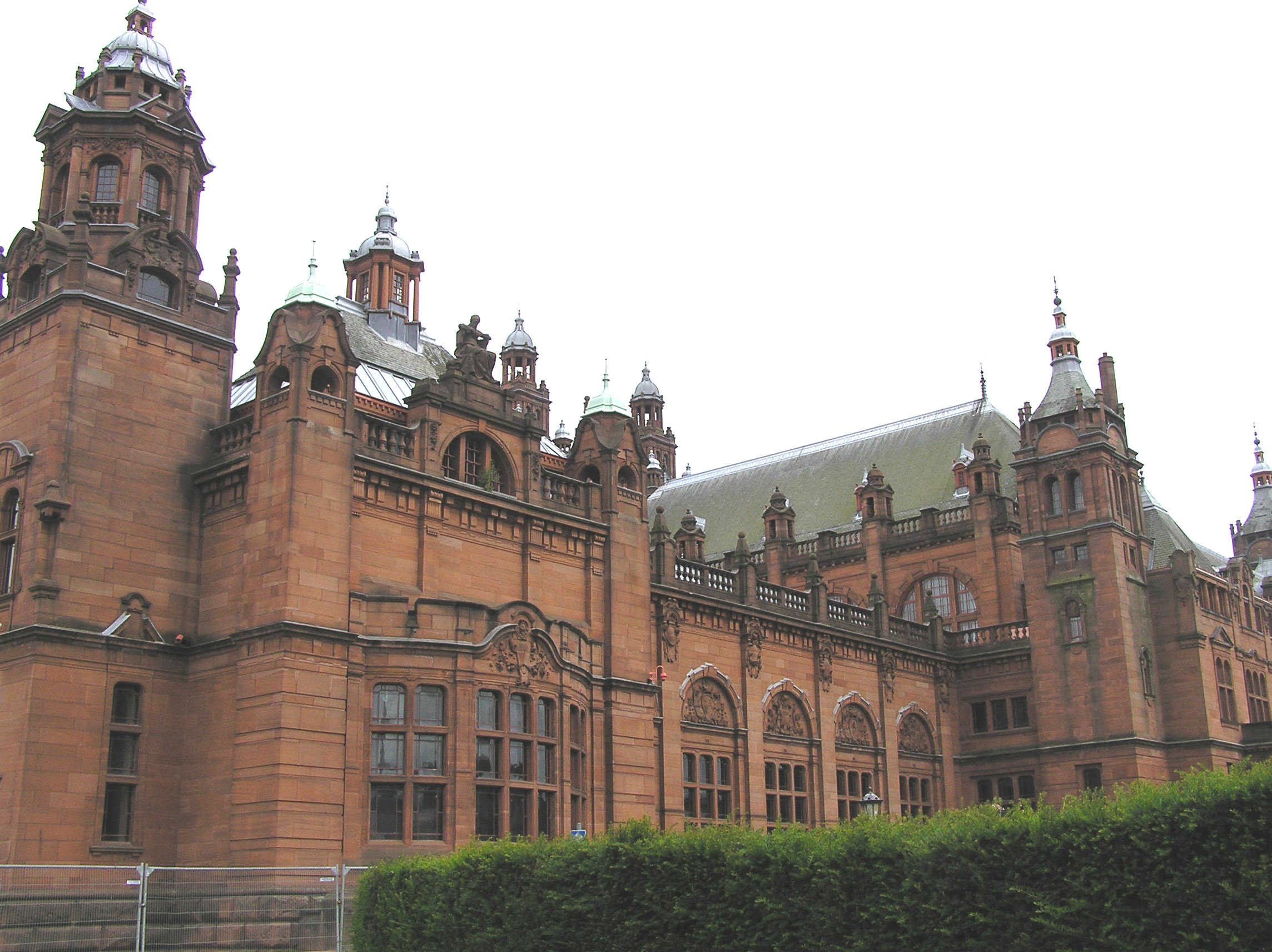
Fachada del Museo Kelvingrove

Kelvingrove Art Gallery and Museum es el museo y galería de arte más importante de Glasgow (Escocia) y tiene una de las mayores colecciones de arte cívico de Europa. El museo es la segunda mayor atracción turística de Escocia y el museo más visitado de todo el Reino Unido fuera de Londres. Está situado en la calle Argyle (frente al centro de deportes Kelvin Hall) en el West End de la ciudad, a las orillas del río Kelvin. Se encuentra adyacente al parque Kelvingrove y está situado justo a los pies del campus principal de la Universidad de Glasgow.

## Historia
El Museo Kelvingrove original abrió sus puertas a finales del siglo XIX y se encontraba en una gran mansión del siglo XVIII denominada Kelvingrove House, al este de su ubicación actual.

### Creación (1888-1901)
La construcción de Kelvingrove fue financiada parcialmente gracias a las ganancias de la Exposición Internacional de 1888 acontecida en el parque Kelvingrove. La galería fue diseñada por John W. Simpson y E.J. Milner Allen y fue inaugurada en 1901, el mismo año que se produjo la Exhibición Internacional de Glasgow en el Palacio de Bellas Artes. Está construido en estilo barroco español, siguiendo la tradición glasgüense de utilizar piedra arenisca roja de Locharbriggs, e incluye un programa escultórico de George Frampton, William Shirreffs, Francis Derwent Wood y otros escultores.
La pieza central de la sala principal es un órgano construido e instalado por Lewis & Co. El órgano fue originalmente subvencionado como parte de la Exhibición Internacional de Glasgow, celebrada en el parque de Helvingrove en 1901. El instrumento fue instalado en la sala de conciertos de la exhibición, que tenía una capacidad para 3000 personas. La sala principal del entonces nuevo Museo Kelvingrove estuvo concebido desde un comienzo para albergar conciertos. Cuando concluyó la exposición en 1901, un concejal instó al Ayuntamiento a comprar el órgano, declarando que sin él, «la galería de arte sería un cuerpo sin alma». Los costes de instalación y adquisición fueron pagados con las ganancias de la exposición y el órgano fue colocado en la sala principal por Lewis & Co. La carcasa de madera de nogal con tubos no funcionales fue subvencionada por John W. Simpson, uno de los socios arquitectos que había diseñado la galería.
Existe una leyenda urbana en Glasglow de que el edificio fue accidentalmente construido con la fachada al revés, por lo que el arquitecto se subió a una de las torres desesperado cuando descubrió su error. Sin embargo, en realidad la gran entrada siempre estuvo proyectada para estar frente al parque de Kelvingrove.

### Remodelación (2003-06)
Kelvingrove fue reinaugurado por la reina Isabel II el 11 de julio de 2006 tras un proyecto de restauración y remodelación de tres años. Los trabajos, que tuvieron un presupuesto de 35 millones de libras, fueron financiados en una tercera parte por la Fundación de Lotería Nacional y otro tercio por donaciones públicas e incluyeron un nuevo restaurante y una ampliación de su espacio expositivo para albergar 8000 artefactos expuestos al público. Asimismo, se introdujo un nuevo diseño y un esquema de orientación para hacer el edificio más amable con el visitante, diseñado y ejecutado por la compañía de diseño de museos, Event Communications. Inmediatamente tras su reapertura en 2006, el museo se convirtió en la atracción turística gratuita más visitada de Escocia, alcanzando 2,23 millones de visitantes en 2007. Estos datos hicieron que fuera el museo más visitado de Reino Unido fuera de Londres ese año.

## Colección

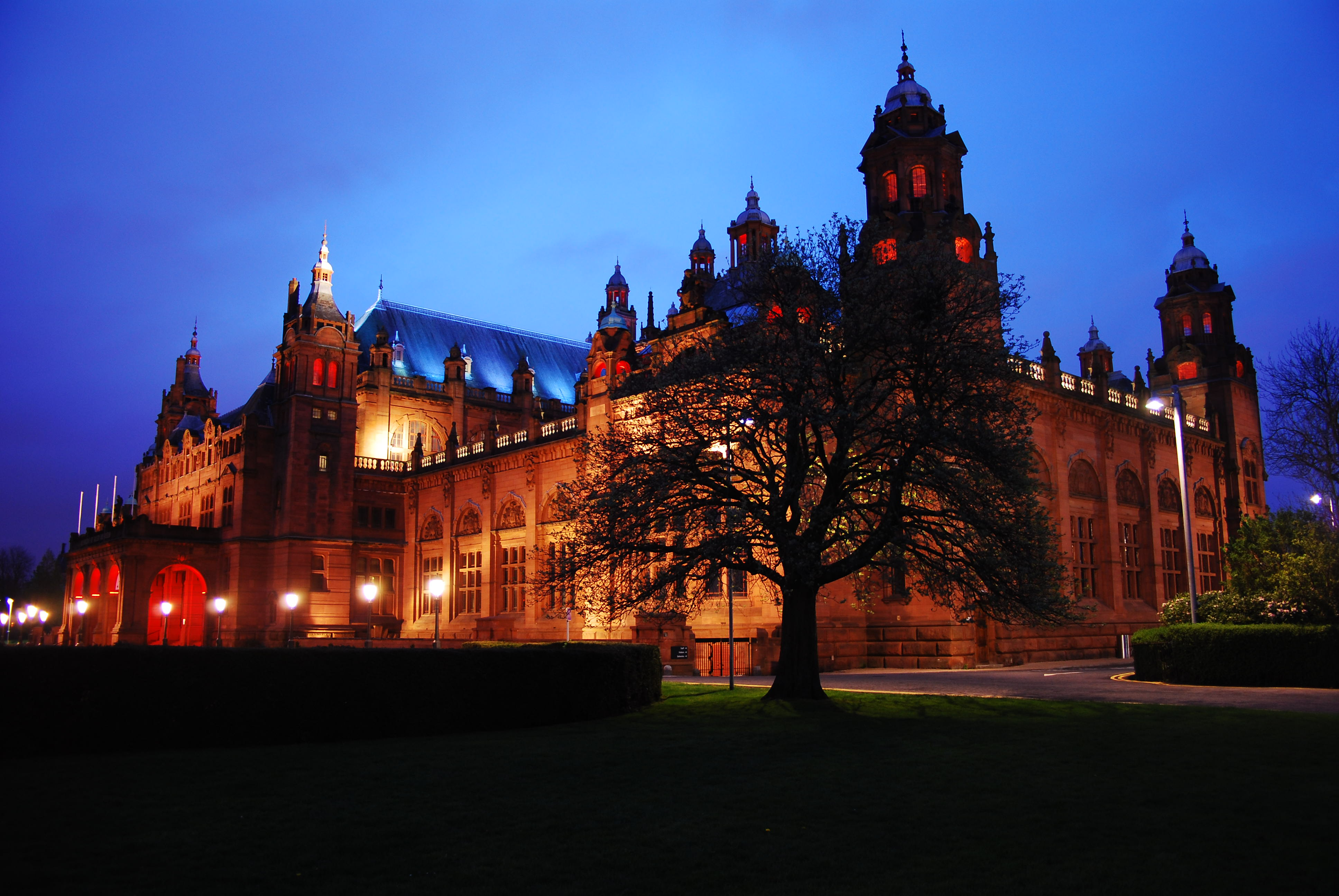
Vista del Museo Kelvingrove anocheciendo.

En su colección de unas 8.000 piezas se cuentan obras de arte, piezas arqueológicas, fósiles, etc. Destacan una Anunciación de Sandro Botticelli, un San Pedro de José de Ribera, Hombre con armadura de Rembrandt, Alegoría de los Cinco Sentidos de Gerard de Lairesse, un retrato de Van Gogh, ejemplos de Paul Gauguin, Cézanne, etc. y el icónico Cristo de San Juan de la Cruz de Salvador Dalí. 
Hay una amplia representación de la llamada Escuela de Glasgow, donde destacan "Los Cuatro": las hermanas MacDonald, Mackintosh y Herbert MacNair. Definido el "Estilo Glasgow" vinieron "las Chicas" como Jessie M. King o Norah Neilson Gray, y "los Chicos" como Thomas Millie Dow o Arthur Melville.

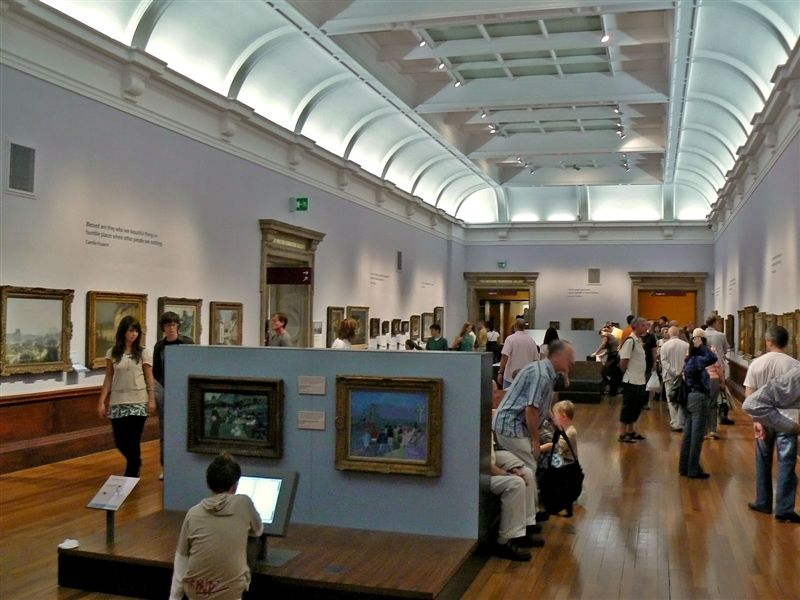
Una galería del Museo

La colección arqueológica de arte egipcio es destacable, como el sarcófago de Pa-Ba-Sa; e igualmente notable es la armadura medieval llamada Avant, fechable hacia 1440 y fabricada en Milán; se considera la más antigua que subsiste casi completa en todo el mundo. Había pertenecido al polémico magnate y coleccionista William Randolph Hearst. También cuentan con una interesante colección de muebles diseñados por el gran arquitecto escocés Charles Rennie Mackintosh. 
La parte del museo dedicada a las Ciencias Naturales es importante, con una marcada vocación popular y didáctica. El museo exhibe incluso un elefante disecado, al que se le conoce por Sir Ralph.